# Sīn

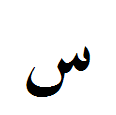
Sin in isolierter Form

Sin (arabisch سين, DMG Sīn) ist der zwölfte Buchstabe des arabischen Alphabets. Der Buchstabe (arabisch س, DMG s) entspricht einem lateinischen S. Er hat denselben Zahlenwert (60) wie das phönizische Samech und nimmt in der früheren Anordnung des arabischen Alphabets auch dessen Platz ein. Die Form des Buchstabens lässt sich jedoch nicht auf das phönizische Samech zurückführen, sondern ist eine Variante von Schin. Dies ist eine Parallele zum hebräischen Alphabet, in dem Sin ebenfalls die beiden Lautwerte [⁠ʃ⁠] und [⁠s⁠] bezeichnet, die gleichfalls durch die Punktierung unterschieden werden.

## Lautwert und Umschrift
Das Sin entspricht dem stimmlosen S in „Smog“. Es ist deutlich vom stimmhaften s (wie in „Siegfried“) zu unterscheiden, da dieser Laut im Arabischen in Form des Zay ebenfalls vorhanden ist. In der DMG-Umschrift wird Sin mit „s“ wiedergegeben.
Das Sin ist ein Sonnenbuchstabe, d. h. ein vorausgehendes al- (bestimmter Artikel) wird assimiliert.

## Sin in Unicode
| Unicode Codepoint | U+0633             |
| Unicode-Name      | ARABIC LETTER SEEN |
| HTML              | &#1587;            |
| ISO 8859-6        | 0xd3               |